# Cory Sandhagen
Cory Sandhagen, né le 20 avril 1992 à Aurora (Colorado), est un pratiquant américain d'arts martiaux mixtes (MMA). Il combat actuellement dans la catégorie des poids coqs de l'Ultimate Fighting Championship (UFC).

## Jeunesse et débuts en kick-boxing
Cory Sandhagen naît le 20 avril 1992 à Aurora, dans le Colorado, aux États-Unis. Il fréquente le Smoky Hill High School, où il fait partie de l'équipe de basket-ball, un sport qu'il pratique depuis son plus jeune âge.
Cory Sandhagen finit par s'intéresser aux sports de combat et commence par pratiquer le kick-boxing, discipline dans laquelle il remporte plusieurs titres de la World Kickboxing Association (WKA). Après avoir remporté un titre mondial de la WKA, il commence à se tourner vers les arts martiaux mixtes (MMA). Cory Sandhagen fréquente également l'université du Colorado à Boulder, où il obtient un diplôme en psychologie.

## Carrière dans les arts martiaux mixtes

### Débuts (2015-2017)
Le 30 mai 2015, il affronte l'Américain Bruce Sessman à Williston, dans le Dakota du Nord, et remporte le combat par soumission. Le 15 janvier 2016, il affronte l'Américain Andrew Tenneson à Broomfield, dans le Colorado, et remporte le combat par décision unanime. Le 15 mai 2016, il affronte l'Américain Dalton Goddard à Denver, dans le Colorado, et remporte le combat par soumission. Le 16 juillet 2016, il affronte l'Américain Josh Huber à Castle Rock, dans le Colorado, et remporte le combat par décision unanime. Le 9 septembre 2016, il affronte l'Américain Clay Wimer à Broomfield, dans le Colorado, et remporte le combat par décision unanime.
Le 24 février 2017, il affronte l'Américain Jamall Emmers à Broomfield, dans le Colorado, et perd le combat par décision unanime. Le 13 octobre 2017, il affronte le Brésilien Luiz Antônio Lobo Gavinho à Phoenix, en Arizona, et remporte le combat par KO technique. Le 19 janvier 2018, il affronte l'Américain José Aguayo à Phoenix, en Arizona, et remporte le combat par KO technique.

### Ultimate Fighting Championship (depuis 2018)
Le 27 janvier 2018, il affronte l'Américain Austin Arnett à Charlotte, en Caroline du Nord, et remporte le combat par KO technique,. Le 25 août 2018, il affronte le Brésilien Iuri Alcântara à Lincoln, dans le Nebraska, et remporte le combat par KO technique,. Sa prestation lors de cet évènement est désignée Combat de la soirée.
Le 19 janvier 2019, il affronte l'Américain Mario Bautista à Brooklyn, dans l'État de New York, et remporte le combat par soumission,. Le 27 avril 2019, il affronte le Brésilien John Lineker à Sunrise, en Floride, et remporte le combat par décision partagée,. Le 17 août 2019, il affronte le Brésilien Raphael Assunção à Anaheim, en Californie, et remporte le combat par décision unanime,.
Le 6 juin 2020, il affronte l'Américain Aljamain Sterling à Las Vegas, dans le Nevada, et perd le combat par soumission,. Le 10 octobre 2020, il affronte le Brésilien Marlon Moraes à Abou Dabi, aux Émirats arabes unis, et remporte le combat par KO technique,. Sa prestation lors de cet évènement est désignée Performance de la soirée.
Le 6 février 2021, il affronte l'Américain Frankie Edgar à Las Vegas, dans le Nevada, et remporte le combat par KO,. Sa prestation lors de cet évènement est désignée Performance de la soirée. Le 24 juillet 2021, il affronte l'Américain T.J. Dillashaw à Las Vegas, dans le Nevada, et perd le combat par décision partagée,. Le 30 octobre 2021, il affronte le Russe Petr Yan à Abou Dabi, aux Émirats arabes unis, et perd le combat par décision unanime,. Sa prestation lors de cet évènement est désignée Combat de la soirée.
Le 17 septembre 2022, il affronte le Chinois Song Yadong à Las Vegas, dans le Nevada, et remporte le combat KO technique,. Le 25 mars 2023, il affronte l'Équatorien Marlon Vera à San Antonio, au Texas, et remporte le combat par décision partagée,. Le 5 août 2023, il affronte le portoricain Rob Font à Nashville, dans le Tennessee, et remporte le combat par décision unanime,.
Le 3 août 2024, il affronte le Russe Umar Nurmagomedov à Abou Dabi, aux Émirats arabes unis, et perd le combat par décision unanime. Le 3 mai 2025, il affronte le Brésilien Deiveson Figueiredo à Des Moines, dans l'Iowa, et remporte le combat par KO technique. Sa prestation lors de cet évènement est désignée Performance de la soirée.

## Vie personnelle
En dehors de sa carrière dans les arts martiaux mixtes (MMA), Cory Sandhagen travaille à temps partiel dans un centre de traumatologie pour enfants et enseigne les arts martiaux mixtes à High Altitude Martial Arts à Aurora, dans le Colorado.

## Palmarès

### Distinctions
- Ultimate Fighting Championship
  - Combat de la soirée (× 2) : face à Iuri Alcântara et Petr Yan[33].
  - Performance de la soirée (× 3) : face à Marlon Moraes, Frankie Edgar et Deiveson Figueiredo[25],[28],[42].

### Palmarès en arts martiaux mixtes
| 23 combats     | 18 victoires | 5 défaites |
| Par KO         | 8            | 0          |
| Par soumission | 3            | 1          |
| Sur décision   | 7            | 4          |

| Résultat | Record | Adversaire                | Méthode                                       | Événement                                  | Date              | Round | Temps | Lieu                           | Notes                                                                   |
| -------- | ------ | ------------------------- | --------------------------------------------- | ------------------------------------------ | ----------------- | ----- | ----- | ------------------------------ | ----------------------------------------------------------------------- |
| Victoire | 18-5   | Deiveson Figueiredo       | TKO (blessure au genou)                       | UFC sur ESPN : Sandhagen contre Figueiredo | 3 mai 2025        | 2     | 4:08  | Des Moines, Iowa               | Performance de la soirée.                                               |
| Défaite  | 17-5   | Umar Nurmagomedov         | Décision unanime                              | UFC on ABC: Sandhagen vs. Nurmagomedov     | 3 août 2024       | 5     | 5:00  | Abou Dabi, Émirats arabes unis |                                                                         |
| Victoire | 17-4   | Rob Font                  | Décision unanime                              | UFC on ESPN: Sandhagen vs. Font            | 5 août 2023       | 5     | 5:00  | Nashville, Tennessee           |                                                                         |
| Victoire | 16-4   | Marlon Vera               | Décision partagée                             | UFC on ESPN: Vera vs. Sandhagen            | 25 mars 2023      | 5     | 5:00  | San Antonio, Texas             |                                                                         |
| Victoire | 15-4   | Song Yadong               | TKO (arrêt du médecin)                        | UFC Fight Night: Sandhagen vs. Song        | 17 septembre 2022 | 4     | 5:00  | Las Vegas, Nevada              |                                                                         |
| Défaite  | 14-4   | Petr Yan                  | Décision unanime                              | UFC 267                                    | 30 octobre 2021   | 5     | 5:00  | Abou Dabi, Émirats arabes unis | Pour le titre intérimaire des poids coqs de l'UFC. Combat de la soirée. |
| Défaite  | 14-3   | T.J. Dillashaw            | Décision partagée                             | UFC on ESPN: Sandhagen vs. Dillashaw       | 24 juillet 2021   | 5     | 5:00  | Las Vegas, Nevada              |                                                                         |
| Victoire | 14-2   | Frankie Edgar             | KO (coup de genou volant)                     | UFC Fight Night: Overeem vs. Volkov        | 6 février 2021    | 1     | 0:28  | Las Vegas, Nevada              | Performance de la soirée.                                               |
| Victoire | 13-2   | Marlon Moraes             | TKO (coup de pied retourné et coups de poing) | UFC Fight Night: Moraes vs. Sandhagen      | 10 octobre 2020   | 2     | 1:03  | Abou Dabi, Émirats arabes unis | Performance de la soirée.                                               |
| Défaite  | 12-2   | Aljamain Sterling         | Soumission (étranglement arrière)             | UFC 250                                    | 6 juin 2020       | 1     | 1:28  | Las Vegas, Nevada              |                                                                         |
| Victoire | 12-1   | Raphael Assunção          | Décision unanime                              | UFC 241                                    | 17 août 2019      | 3     | 5:00  | Anaheim, Californie            |                                                                         |
| Victoire | 11-1   | John Lineker              | Décision partagée                             | UFC Fight Night: Jacaré vs. Hermansson     | 27 avril 2019     | 3     | 5:00  | Sunrise, Floride               |                                                                         |
| Victoire | 10-1   | Mario Bautista            | Soumission (clé de bras)                      | UFC Fight Night: Cejudo vs. Dillashaw      | 19 janvier 2019   | 1     | 3:31  | Brooklyn, État de New York     |                                                                         |
| Victoire | 9-1    | Iuri Alcântara            | TKO (coups de poing)                          | UFC Fight Night: Gaethje vs. Vick          | 25 août 2018      | 2     | 1:01  | Lincoln, Nebraska              | Retour en poids coqs. Combat de la soirée.                              |
| Victoire | 8-1    | Austin Arnett             | TKO (coups de poing)                          | UFC on Fox: Jacaré vs. Brunson 2           | 27 janvier 2018   | 2     | 3:48  | Charlotte, Caroline du Nord    |                                                                         |
| Victoire | 7-1    | José Aguayo               | TKO (coups de genoux et coups de coudes)      | UFC on Fox: dos Anjos vs. Cerrone 2        | 19 janvier 2018   | 3     | 5:00  | Phoenix, Arizona               |                                                                         |
| Victoire | 6-1    | Luiz Antônio Lobo Gavinho | TKO (coups de poing)                          | LFA 24                                     | 13 octobre 2017   | 1     | 3:00  | Phoenix, Arizona               |                                                                         |
| Défaite  | 5-1    | Jamall Emmers             | Décision unanime                              | LFA 5                                      | 24 février 2017   | 3     | 5:00  | Broomfield, Colorado           |                                                                         |
| Victoire | 5-0    | Clay Wimer                | Décision unanime                              | RFA 43                                     | 9 septembre 2016  | 3     | 5:00  | Broomfield, Colorado           |                                                                         |
| Victoire | 4-0    | Josh Huber                | Décision unanime                              | Sparta Combat League 50                    | 16 juillet 2016   | 3     | 5:00  | Castle Rock, Colorado          |                                                                         |
| Victoire | 3-0    | Dalton Goddard            | Soumission                                    | Paramount MMA 2016                         | 15 mai 2016       | 1     | 3:38  | Denver, Colorado               |                                                                         |
| Victoire | 2-0    | Andrew Tenneson           | Décision unanime                              | RFA 34                                     | 15 janvier 2016   | 3     | 5:00  | Broomfield, Colorado           | Début en poids plumes.                                                  |
| Victoire | 1-0    | Bruce Sessman             | Soumission                                    | FTW: Prize Fighting Championship 9         | 30 mai 2015       | 1     | 1:16  | Williston, Dakota du Nord      | Début en poids coqs.                                                    |